# Steigt freudig in die Luft
Steigt freudig in die Luft (Élevez-vous joyeusement dans l'air), (BWV 36a), est une cantate perdue de caractère profane de Johann Sebastian Bach. La musique ne nous est pas parvenue.
Elle a été composée à Leipzig en 1726 pour le vingt-quatrième anniversaire de la princesse Charlotte Friederica Wilhelmine, seconde épouse du prince Léopold d'Anhalt-Köthen, qui tombait le samedi 30 novembre, date probable de la première de l'œuvre, mais sans certitude.
Le texte est de Christian Friedrich Henrici (Picander),, qui l'a publié dans son Ernst-und Schertzhaffte Satyrische Gedichte (Teil I) de 1727.

## Structure
La cantate comprenait neuf parties :
1. Aria : Steigt freudig in die Lufft zu den erhabnen Höhen.
2. Recitativo : Durchlauchtigste.
3. Aria : Die Sonne zieht mit sanfften Triebe.
4. Recitativo : Die Danckbarkeit.
5. Aria : Sey uns willkommen, schönster Tag!.
6. Recitativo : Wiewohl das ist noch nicht genung.
7. Aria : Auch mit gedämpfften schwachen Stimmen.
8. Recitativo : Doch ehe wir.
9. Aria : Grüne, blühe, lebe lange.

## Sources
- Gilles Cantagrel, Les cantates de J.-S. Bach, Paris, Fayard, mars 2010, 1665 p.  (ISBN 978-2-213-64434-9)

- (en) Cet article est partiellement ou en totalité issu de l’article de Wikipédia en anglais intitulé « Steigt freudig in die Luft, BWV 36a » (voir la liste des auteurs).